# Jean Fattebert
Jean Fattebert, né le 7 février 1942 à Villars-Bramard (originaire du même lieu), est une personnalité politique suisse, membre de l'Union démocratique du centre (UDC).
Il est député du canton de Vaud au Conseil national de fin 1999 à fin 2007.

## Biographie
Jean Fattebert naît le 7 février 1942 à Villars-Bramard, dans le canton de Vaud. Il est originaire du même lieu. Son père, Alfred Fattebert, est agriculteur ; membre de l'UDC, il préside le Grand Conseil du canton de Vaud en 1957. Sa mère tient l'épicerie du village.
Au terme de sa scolarité obligatoire à Villarzel (en primaire supérieure), il fait un apprentissage d'agriculteur en Argovie. Il reprend à l'âge de 26 ans le domaine familial de 15 hectares, spécialisé dans la culture de tabac, et obtient trois ans plus tard une maîtrise fédérale.
Il est marié et père de trois enfants.

## Parcours politique
Jean Fattebert est membre du Conseil général de Villars-Bramard de 1962 à 1994. Il siège au Grand Conseil du canton de Vaud de mai 1989 à avril 1998 et préside l'hémicycle en 1994-1995,. Il est également membre de la Municipalité de Villars-Bramard à partir de 1994 et en est le syndic de 1994 à 2001.
Tête de liste de l'UDC vaudoise et grand favori pour les élections au Conseil national en octobre 1995, il est devancé par sa colistière Emmanuella Blaser et n'est pas élu. Il siège au Conseil national de fin 1999 à fin 2007, pendant les 46e et 47e législature. Il y est membre de la Commission de la sécurité sociale et de la santé publique (CSSS) jusqu'en 2003, puis de la Commission des transports et des télécommunications (CTT) et de la Commission de la science, de l'éducation et de la culture (CSEC). Il annonce en janvier 2007 qu'il ne présentera pas pour un troisième mandat lors des élections fédérales d'octobre de la même année.
Il est en été 2001 au centre d'une polémique au sujet de main-d’œuvre polonaise « au gris » qu'il reconnaît publiquement employer sur son exploitation, ce qui lui vaut une dénonciation pénale par le socialiste Pierre Chiffelle et le popiste Josef Zisyadis, puis une condamnation à une amende,,,,. 
Il est l'un des vice-présidents de l'UDC de 1999 à début 2006 et joue un rôle important dans le développement du parti en Suisse romande.

### Positionnement politique
Jean Fattebert appartient à l'aile paysanne de l'UDC. Il est considéré comme un centriste lorsqu'il siège au Grand Conseil du canton de Vaud, mais adopte une position plus dure une fois élu au niveau fédéral allant jusqu'à se faire le porte-parole de Christoph Blocher en Suisse romande.